# Maigh Cuilinn
Maigh Cuilinn (en anglès Moycullen) és un llogaret d'Irlanda, a la Gaeltacht del comtat de Galway, a la província de Connacht. Es troba a uns 10 kilòmetres al nord-oest de Galway, de la que s'està convertint en un satèl·lit, a la vora Lough Corrib, en la carretera N59 cap a Oughterard i Clifden, a Conamara.

## Logarets de Maigh Cuilinn
- Ballyhaunis
- Ballynahallia (Baile na hAille)
- Caoch
- Cloonabinna (Cluain na Binne)
- Clooniffe
- Clydagh (Claídeach)
- Coolaghy
- Corcullen (Corr Chuilinn),
- Drimcong (Droim Chonga)
- Finisglin (Fionasclainn)
- Gortachalla (Gort an Chalaidh)
- Home Farm
- Killagoola (Cill Ogúla)
- Kilrainey (Cill Ráine)
- Knockaunranny (Cnocán Raithní)
- Knockerasser (Cnoc ar Easair)
- Kylebroughlan (Coill Bhruachláin)
- Leagaun (Liagán)
- Lissagurraun (Lios an Gharráin)
- Loughwell (Leamhchoill)
- Newtown (An Bhaile Nua)
- Oldtown (An Seán Bhaile)
- Poll na gCloch
- Rineen (An Rinnín)
- Shanafeshteen
- Slieveaneena (Sliabh an Aonaigh)
- Tooreeny (Na Tuairíní)
- Tullokyne (Tulaigh Mhic Aodháin)
- Uggool (Ogúil)